# Dreien
Dreien, schweizerdeutsch de Draie oder im Draie, ist eine Ortschaft in der politischen Gemeinde Mosnang im Toggenburg im Kanton St. Gallen in der Schweiz. Nebst Dreien und Wiesen (auch: Wisen)  besteht die Ortschaft aus vielen weiteren kleinen Weilern und Einzelhöfen.
Dreien wurde 1505 als Dryen erwähnt, liegt zwischen Mosnang und Mühlrüti an der Strasse, die über die Hulftegg ins Tösstal führt. An Dreien vorbei führte der einstige Pilgerweg vom Hinterthurgau über das Toggenburg nach Einsiedeln. Die Pilger gelangten von Fischingen nach Gähwil und Mosnang und weiter über den Ricken.
Dreien wird von der Postautolinie Bütschwil–Mühlrüti bedient.
Die Bevölkerung betreibt Landwirtschaft oder pendelt weg. Die Milch wird vorwiegend zu Emmentaler und Appenzeller Käse verarbeitet.

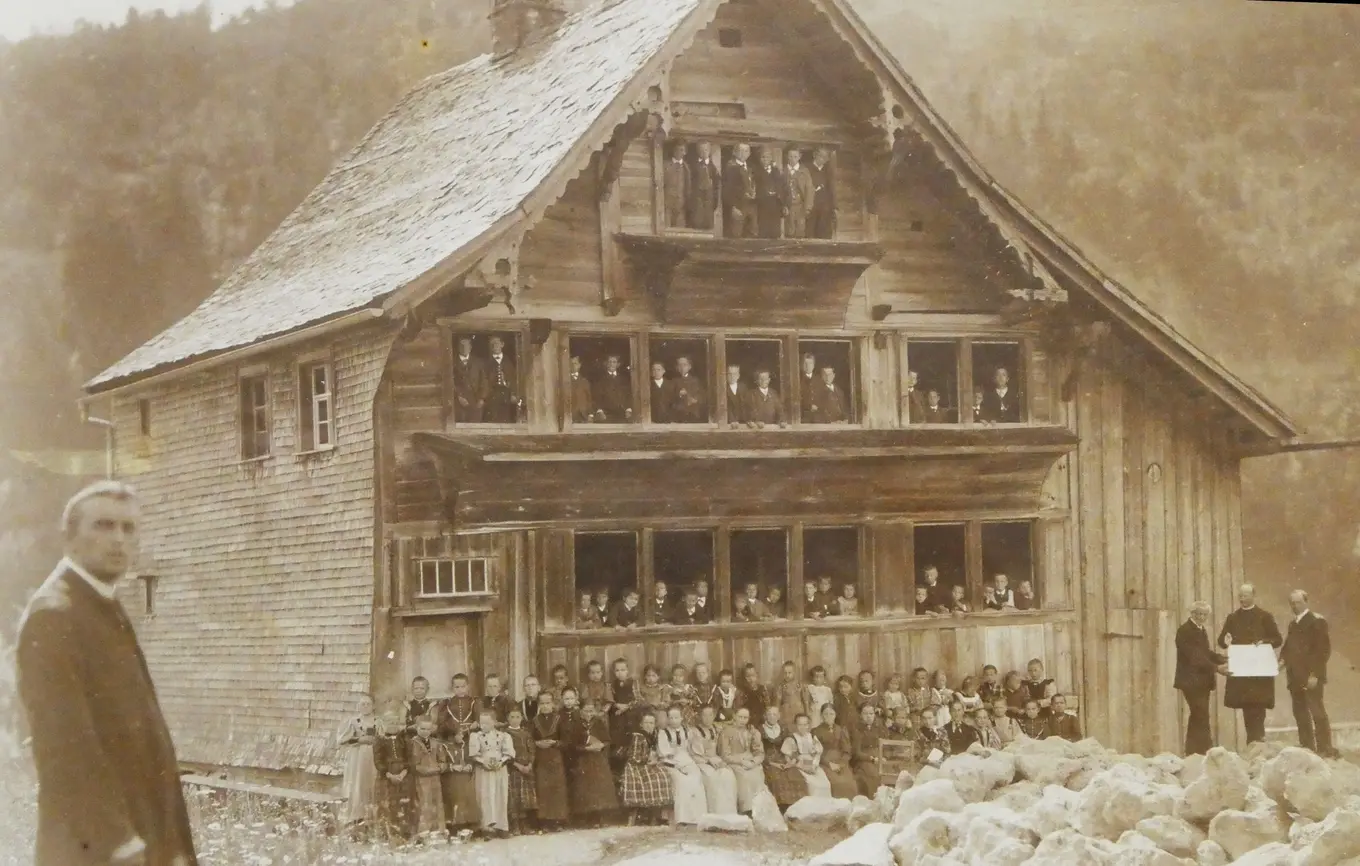
Schulhaus in Wiesen im Jahr 1896. 1956 wurde ein neuer Trakt eingeweiht. Die Schule musste 2004 wegen sinkender Schülerzahlen geschlossen werden.

## Bildung und Kultur
Dreien hat eine Primarschule, jedoch keinen eigenen Kindergarten. Kirchlich und kulturell ist Dreien nach Mosnang orientiert. In Wiesen besteht ein Schützenverein und ein Fussballclub, der auf einem kleinen Spielfeld trainiert;
in Dreien spielt eine Theatergruppe.

## Sehenswürdigkeiten

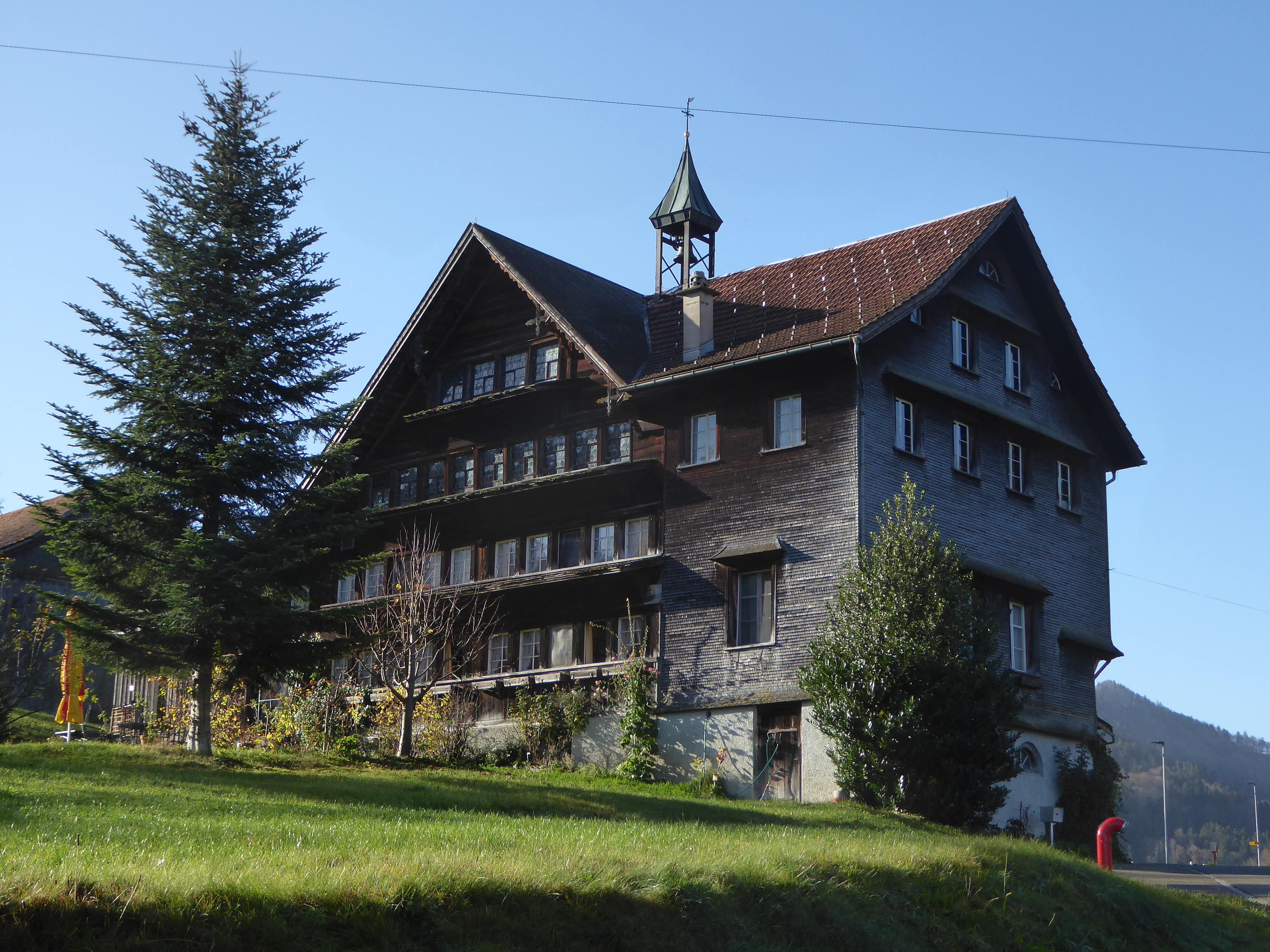
Restaurant «Schäfli» in Wiesen

Das Wirtshaus «Schäfli» in Wiesen ist ein Bohlenständerbau mit einer reichen Durchfensterung, zum Teil noch mit Mondscheiben. In der Giebelpartie ist die nackte Bohlenwand zu sehen. Die verschalten Klebdächer stammen aus dem 18. Jahrhundert, der Saalanbau von 1896. Im neueren Dachreiter hängt ein 1834 gegossenes Glöcklein.

## Persönlichkeiten
Bernhard Hollenstein ist einer der letzten Handsticker in der Ostschweiz. Auch mit 80 Jahren sass er täglich an der Stickmaschine
im Weiler Ehratsrick , wo er auch seine Jugend verbrachte.
Die in Dreien aufgewachsene Esoterikerin Christina Meier (* 2001) hat unter dem Namen Christina von Dreien einige Bücher publiziert.
Laut der evangelischen Informationsstelle für Kirchen, Sekten und Religionen verbreitet die Tochter der früheren Leichtathletin Bernadette Meier-Brändle immer mehr Verschwörungstheorien. Gemäss dem Sektenspezialisten Hugo Stamm schwöre von Dreien ihre Anhänger mit überzogenen und unrealistischen Versprechen auf ihr esoterisches Heilskonzept ein und gebärde sich immer mehr als Sektenführerin.
Der Schwinger Damian Ott (* 28. Januar 2000) gewann 2021 das Bergschwinget Weissenstein, das Schwarzsee-Schwinget und gemeinsam mit Samuel Giger und Fabian Staudenmann das Kilchberger Schwinget. Der 1,97 Meter und 110 Kilogramm schwere Sportler ist Mitglied des Schwingklubs Wil und arbeitet als Zimmermann.
Die Seilzieherin Stefanie Ott (* 1997), Schwester des Schwingers Damian Ott, wurde 2021 mit der Schweizer Seilziehnationalmannschaft bei den Titelkämpfen in Spanien in den beiden Kategorien 500 und 540 Kilogramm zweifache Vizeweltmeisterin.